# Серра-Азул
Серра-Азул (порт. Serra Azul) — муниципалитет в Бразилии, входит в штат Сан-Паулу. Составная часть мезорегиона Рибейран-Прету. Входит в экономико-статистический микрорегион Рибейран-Прету. Население составляет 8388 человек на 2006 год. Занимает площадь 282,846 км². Плотность населения — 29,7 чел./км².
Праздник города — 14 ноября. 

## История
Город основан в 1927 году.

## Статистика
- Валовой внутренний продукт на 2003 год составляет 77 553 159,00 реалов (данные: Бразильский институт географии и статистики).
- Валовой внутренний продукт на душу населения на 2003 год составляет 9747,76 реалов (данные: Бразильский институт географии и статистики).
- Индекс развития человеческого потенциала на 2000 год составляет 0,742 (данные: Программа развития ООН).